# Deadache (senzill)
«Deadache» és una cançó de Lordi del 2008.

## Llista de cançons
1. Deadache – 03:28
2. Where's The Dragon – 02:59